# LMMS
LMMS (oorspronkelijk Linux MultiMedia Studio) is een opensource digitaal audiomontagesysteem voor Linux, MacOS en Windows. Het programma is geschreven in C++ met behulp van Qt en is beschikbaar onder de GPLv2-licentie. Projecten worden opgeslagen als XML bestand, met de bestandsextensie .mmpz (gecomprimeerd) of .mmp (niet gecomprimeerd). Ook kan er geëxporteerd worden naar MIDI en de audiobestandsformaten WAV en Ogg.